# روشنایی بیهوده
روشنایی بیهوده (به انگلیسی: Wasting Light) نام هفتمین آلبوم استودیویی گروه آلترنیتیو راک آمریکایی فو فایترز است.با اینکه پت اسمیر گیتاریست گروه از سال ۲۰۰۶ تاکنون همراه با گروه اجراهای زنده داشته‌است اما این آلبوم اولین آلبوم بعد از آلبوم سال ۹۶ گروه است که نام او به طور رسمی در آلبوم آمده‌است.نام آلبوم از ترانه یکی از آهنگ‌ها به نام "Miss the Misery." گرفته‌شده‌است.اکریست نووسلیچ بیسیست گروه نیروانا به عنوان هنرمند مهمان در ساخت آلبوم همکاری داشته‌است.

## Critical reception
| بررسی انتقادی    | بررسی انتقادی |
| منبع             | رتبه‌بندی      |
| ---------------- | ------------- |
| آل‌میوزیک         | [ ۱ ]         |
| ای. وی. کلاب     | (B)           |
| انترتینمنت ویکلی | (A-)          |
| گاردین           | [ ۴ ]         |
| ان‌ام‌ئی           | (8/10)        |
| پیچفورک مدیا     | (6.4/10)      |
| Q                | [ ۷ ]         |
| رولینگ استون     | [ ۸ ]         |
| مجله اسلنت       | [ ۹ ]         |
| Spin             | (9/10)        |

## فهرست آهنگ‌ها
همه آهنگ‌ها توسط فو فایترز نوشته شده‌است.
| شماره | نام                   | مدت  |
| ----- | --------------------- | ---- |
| ۱.    | «Bridge Burning»      | ۴:۴۷ |
| ۲.    | «Rope»                | ۴:۱۹ |
| ۳.    | «Dear Rosemary»       | ۴:۲۶ |
| ۴.    | «White Limo»          | ۳:۲۲ |
| ۵.    | «Arlandria»           | ۴:۲۸ |
| ۶.    | «These Days»          | ۴:۵۸ |
| ۷.    | «Back & Forth»        | ۳:۵۲ |
| ۸.    | «A Matter of Time»    | ۴:۳۶ |
| ۹.    | «Miss the Misery»     | ۴:۳۳ |
| ۱۰.   | «I Should Have Known» | ۴:۱۶ |
| ۱۱.   | «Walk»                | ۴:۱۶ |